# Cryptus graminellae
Cryptus graminellae är en stekelart som beskrevs av Heinrich Boie 1855. Cryptus graminellae ingår i släktet Cryptus och familjen brokparasitsteklar. Inga underarter finns listade i Catalogue of Life.